# Kansas Blues
Pour plus de détails, voir Fiche technique et Distribution.
Kansas Blues (The Locusts) est un film américain réalisé par John Patrick Kelley, sorti en 1997.

## Fiche technique
- Titre original : The Locusts
- Titre français : Kansas Blues
- Réalisation et scénario : John Patrick Kelley
- Photographie : Phedon Papamichael Jr.
- Montage : Erica Flaum et Kathryn Himoff
- Musique : Carter Burwell
- Production : Adam Duritz, Cynthia Guidry, Charles B. Wessler, Beth Holden-Garland, Brad Krevoy, Steve Stabler et Bradley Thomas
- Pays d'origine : États-Unis
- Format : Couleurs - 1,85:1 - Mono
- Genre : Drame
- Durée : 124 minutes
- Date de sortie : 1997

## Distribution
- Kate Capshaw : Delilah Ashford Potts
- Jeremy Davies : Joseph "Flyboy" Potts
- Vince Vaughn : Clay Hewitt
- Ashley Judd : Kitty
- Paul Rudd : Earl
- Daniel Meyer : Joel Carter
- Jessica Capshaw : Patsy
- Jess Robertson : Ellen
- Jimmy Pickens : Cameron
- Jerry Haynes : Harlen, le barman
- Jason Davis : Wrangler